# Гардермуен (залізниця)
60°09′26″ пн. ш. 11°08′41″ сх. д. / 60.15722222° пн. ш. 11.14472222° сх. д.
Залізниця Гардермуен або Гардермубанен (норв. Gardermobanen) — швидкісна залізнична лінія між Осло та Ейдсволл, Норвегія, що прямує повз Ліллестрем та аеропорт Осло-Гардермуен. Лінія завдовжки 64 км і замінила старішу лінію Говед як провідну лінію на північний схід від Осло. Наприкінці 2010-х залізницею Говед прямують транспортні та вантажні перевезення, а лінією Гардермуен прямують швидкісні пасажирські поїзди та вантажні поїзди, з авіаційним паливом для аеропорту. Обидві лінії належать Bane NOR.
Залізниця була відкрита в 1998 році, одночасно з аеропортом, який дав назву лінії. Залізницею прямують потяги Flytoget та Norges Statsbaner. Це єдине високошвидкісне залізничне сполучення у королівстві з максимальною дозволеною швидкістю 210 км/год. Більша частина лінії між Осло та Ліллестремом прямує тунелем Румерике завдовжки 14,580 м — найдовшим залізничним тунелем у Норвегії. Рішення побудувати лінію було прийнято в 1992 році; будівництво розпочалося за два роки.